# 水鈞韶

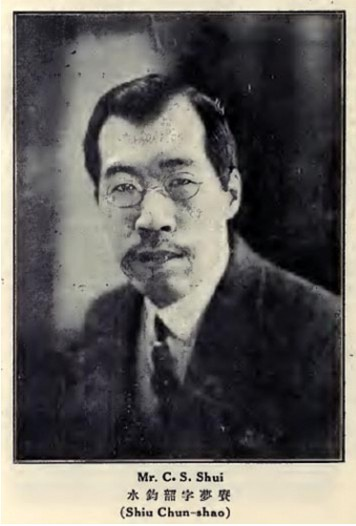

水钧韶（1878年—1961年8月25日）字梦赓（又作孟赓、梦耕），江苏阜宁人。中华民国外交官、旧交通系成员。中国国民党革命委员会成员。

## 生平
1878年农历二月十七日，水钧韶出生于江苏阜宁。北洋育才馆一期毕业，此后成为杭州地方学堂的英文教员。1902年11月，作为公使馆商务随员跟随出使德国钦差大臣孙宝琦到法国。随后，他进入巴黎商業學院（Commercial College in Paris），学习四年后毕业并获得文学士学位。1906年10月归国，在商部保惠司任职，并任京师大学堂译学馆法文教习。1907年5月，经外务部推荐，任中国驻德国公使馆商务随员。同年6月，兼任农工商部（expectant junior secretary）。1908年12月，兼任驻德国公使馆二等秘书。1900年4月，他被召回北京，重回农工商部。1909年7月，入邮传部，任铁路总局提调的法文翻译。同年8月，任新易铁路运输监督。同年10月，升任邮传部员外郎（Second Class Secretary）。1910年1月，水钧韶任邮传部参议厅编纂（Compiler）。1910年3月，任汴洛铁路局总办。1910年9月，兼任开封至徐州铁路的顾问。
中华民国成立后，1912年12月，获五等嘉禾章。同年，汴洛铁路局总办改称局长，水钧韶仍任局长。1913年4月，改任京汉铁路局提调。1914年9月，获五等文虎章。1916年5月，获三等嘉禾章。1916年9月，改任京汉铁路局总务处处长兼车务处处长。1917年6月升任京汉铁路局副局长。1917年11月，获四等文虎章。1918年3月，被北京政府交通部派为代表，参加在日本举办的电气博览会（Electrical Exposition），并考察日本的铁路管理。1918年10月，获三等文虎章。1919年2月，获二等嘉禾章。1919年12月，任京汉京绥铁路管理局总务处处长，京汉铁路和京绥铁路当时刚刚合并。1920年2月，获三等宝光嘉禾章。1920年7月，京汉铁路和京绥铁路又分立，水钧韶任代理京汉铁路局副局长。1920年8月，改任京绥铁路局副局长，任至1921年1月。与此同时，他还被任命为交通部参议厅成员。1921年6月，获二等大绶嘉禾章。1922年6月，代理京奉铁路局局长，任至1925年。1922年9月，根据《中日解决山东悬案条约》，水钧韶任交通委员会执行委员。1922年10月，获一等大绶嘉禾章。1922年10月，出任两湖巡阅使吴佩孚的顾问。1922年12月，任直鲁豫巡阅使曹锟的顾问。1923年10月，获二等文虎章。
1924年，水钧韶任北京政府交通部参事。1925年，任中国驻苏联列宁格勒领事馆总领事，后来归国任外交部参事。1927年，任交通部路政司帮办，不久兼任外交部外交讨论会专门委员。1928年，任天津县代理县长，后改任铁路局顾问。1931年，任北平中法大学英文教员。1933年，任天津卫戍司令部参议、外交翻译。中华人民共和国成立后，1957年4月获聘为中央文史研究馆馆员。
1961年8月25日，水钧韶病逝，享年83岁。

## 著作
- 《欧西各国度量衡法》
- 《东游日记》

## 家庭
- 1943年，水钧韶的排行第八之女儿水世芳与荷兰驻华使馆一等秘书高罗佩在重庆结婚。